# غوردون ليندسي
غوردون ليندسي (بالإنجليزية: Gordon Lindsay)‏ هو لاعب كرة قدم أسترالية أسترالي، ولد في 1 مايو 1911، وتوفي في 11 نوفمبر 1967.

## وصلات خارجية
- غوردون ليندسي على موقع AustralianFootball.com (الإنجليزية)
- غوردون ليندسي على موقع AFLtables.com (الإنجليزية)